# Okrožja Norveške
Norveška je razdeljena na 11 okrožij (norveško: ednina fylke, množina fylker (bokmål) / fylke (nynorsk); do leta 1917 pod imenom amt, mn, amter / amt). Ta predstavljajo prvostopenjsko državno poddelitev in se nadalje delijo na 356 občin (kommune,  mn. kommuner / kommunar). Glavno mesto države Oslo, je obravnavano kot okrožje in hkrati kot občina.
Regionalna reforma na Norveškem je bila združitev več fylkerjev, tj. okrožij, izvedena do 1. januarja 2020. Izvedena je bila vzporedno z občinsko reformo na Norveškem, ki je na novo uredila delitev občin. Združitev Sør-Trøndelag in Nord-Trøndelag v Trøndelag je potekala že 1. januarja 2018 kot prva združitev. Druge združitve so bile zaključene 1. januarja 2020. V nekaterih regijah so združitve naletele na večji odpor, v drugih so bile prostovoljne.
| Nr | Okrožja 2020         | Glavno mesto             |
| -- | -------------------- | ------------------------ |
| 3  | Oslo                 | Oslo                     |
| 11 | Rogaland             | Stavanger                |
| 15 | Møre og Romsdal      | Molde                    |
| 18 | Nordland             | Bodø                     |
| 30 | Viken                | Oslo, Drammen, Sarpsborg |
| 34 | Innlandet            | Hamar, Lillehammer       |
| 38 | Vestfold og Telemark | Skien, Tønsberg          |
| 42 | Agder                | Kristiansand, Arendal    |
| 46 | Vestlandet           | Bergen, Leikanger        |
| 50 | Trøndelag            | Steinkjer                |
| 54 | Troms og Finnmark    | Tromsø, Vadsø            |

## Seznam okrožij
Spodnji seznam norveških administrativnih regij predstavlja delitev, ki je bila določena leta 1919 in je veljala do sprememb leta 2020.
1. Østfold – Sarpsborg
2. Akershus – Oslo
3. Mesto in administrativna regija Oslo
4. Hedmark – Hamar
5. Oppland – Lillehammer
6. Buskerud – Drammen
7. Vestfold – Tønsberg
8. Telemark – Skien
9. Aust-Agder – Arendal
10. Vest-Agder – Kristiansand
11. Rogaland – Stavanger
12. Hordaland – Bergen
13. Sogn og Fjordane – Leikanger
14. Møre og Romsdal – Molde
15. Sør-Trøndelag – Trondheim
16. Nord-Trøndelag – Steinkjer
17. Nordland – Bodø
18. Troms – Tromsø
19. Finnmark – Vadsø

1. ↑  Regionalna reforma na Norveškem
2. ↑  »Frå 1. januar 2020 er det 356 kommunar og 11 fylke i Noreg«. Arhivirano iz prvotnega spletišča dne 5. februarja 2020. Pridobljeno 28. junija 2023.